# Garb Tarnogórski
Garb Tarnogórski (341.12) – region geograficzny o krajobrazie pagórzystym położony w południowej Polsce, w okolicy Tarnowskich Gór. Stanowi północną rubież Wyżyny Śląskiej na styku z Wyżyną Woźnicko-Wieluńską. Przeważają tutaj obszary rolnicze, choć region ma również tradycje górnicze związane z Tarnowskimi Górami, co odcisnęło swoje piętno na przyrodzie. Najwyższym wzniesieniem jest Góra Łubianki (398 m n.p.m.) koło wsi Mierzęcice w powiecie będzińskim. Garb Tarnogórski wyznaczony jest jako mezoregion z indeksem 341.12 w regionalizacji fizycznogeograficznej Polski.

## Środowisko przyrodnicze
Region przedstawia pas wzniesień o długości 50 km, szerokości 4–12 km i powierzchni 410 km² rozciągający się pomiędzy Siewierzem a Toszkiem. Podnosi się od poziomu 260–300 m n.p.m. na zachodzie, gdzie graniczy z Chełmem, do wysokości 340–380 m na wschodzie, gdzie przechodzi w Pagóry Jaworznickie. Od południa sąsiaduje z Obniżeniem Bojszowa i Wyżyną Katowicką, a od północy do regionu przylegają Obniżenie Górnej Małej Panwi i Kotlina Siewierza.
Pod względem rzeźby terenu Garb Tarnogórski jest progiem strukturalnym zbudowanym z wapieni, margli i dolomitów wieku środkowotriasowego. Rozcinany przez kotlinki i doliny rzeczne Dramy i Brynicy tworzy zespół pomniejszych garbów i płaskowyżów. Wśród gleb występują głównie utwory płowe, brunatne i rędziny. W strukturze użytkowania ziemi przeważają obszary rolnicze (65%), a lasów jest mało (17%), choć w rezerwacie Segiet zachowały się buczyny.
Mezoregion cechuje gęsta sieć miejscowości i dróg. Poza Tarnowskimi Górami, ważniejsze miasta i wsie to: Miasteczko Śląskie, Toszek, Wielowieś, Zbrosławice, Świerklaniec. Tereny poprzemysłowe Podziemi Tarnogórsko-Bytomskich zostały włączone do programu Natura 2000 jako miejsce bytowania wielu gatunków nietoperzy. Rozwój przemysłu tarnogórskiego związanego z wydobywaniem i przetwórstwem rud metali (cynku, ołowiu, srebra), przyczynił się do znacznej degradacji gleb i wód.

## Różnice w podziałach geograficznych
Jerzy Kondracki w swojej regionalizacji fizycznogeograficznej Polski określił powierzchnię Garbu Tarnogórskiego na ponad 1000 km² i za opracowaniem Sylwii Gilewskiej wyróżnił tu kilka subregionów – Garb Laryszowski, Płaskowyż Tarnowicki, Kotlinę Józefki w przełomie Brynicy, Płaskowyż Twardowicki , Garb Ząbkowicki oraz północno-wschodni pas kotlinowatych obniżeń nad Czarną Przemszą, Mitręgą i Białą Przemszą, któremu nie nadał jednak nazwy własnej, a który Sylwia Gilewska określiła jako Kotlinę Mitręgi.
Według wieloautorskiej aktualizacji podziału Jerzego Kondrackiego z 2018 roku, granice Garbu Tarnogórskiego uległy znacznej modyfikacji. Kotlinę Mitręgi ustanowiono odrębnym mezoregionem – jako Kotlinę Siewierza w ramach Wyżyny Woźnicko-Wieluńskiej, a rozległy obszar Garbu Ząbkowickiego włączono do mezoregionu Pagórów Jaworznickich. Do Garbu Tarnogórskiego przyłączono natomiast niewielki obszar Pagórów Sarnowskich koło Toszka, który Jerzy Kondracki traktował jako część Chełmu. W wyniku tych zmian powierzchnia Garbu Tarnogórskiego zmniejszyła się o ponad połowę i według nowej regionalizacji wynosi 410 km².